# Hélène-Victoria de Schleswig-Holstein-Sonderbourg-Augustenbourg
La princesse Hélène-Victoria de Schleswig-Holstein-Sonderbourg-Augustenbourg, née le 3 mai 1870 et morte le 13 mars 1948, est une petite-fille de la reine Victoria.

## Biographie

### Enfance
La princesse Hélène-Victoria, surnommée Thora par sa famille, est née à Frogmore House, non loin du château de Windsor. Son père est le prince Christian de Schleswig-Holstein, troisième fils du duc Christian-Auguste de Schleswig-Holstein-Sonderbourg-Augustenbourg et de la comtesse Louise de Danneskiold-Samsøe. Sa mère est la princesse Helena du Royaume-Uni, cinquième enfant et troisième fille de la reine Victoria et du prince Albert de Saxe Cobourg-Gotha.
Elle est baptisée sous le nom de Victoria Louise Sophia Augusta Amelia Helena dans la chapelle privée du château de Windsor le 20 juin 1870. Ses parrains et marraines sont sa grand-mère la reine Victoria, sa grand-tante la duchesse de Cambridge, ses tantes les princesses Louise du Royaume-Uni, Louise-Auguste de Schleswig-Holstein et Caroline-Amélie de Schleswig-Holstein, ses oncles les princes Arthur de Connaught et Strathearn et Léopold d'Albany, le prince Valdemar de Danemark et le prince Édouard de Saxe-Weimar-Eisenach. Surnommée « Thora » par sa famille, ou quelquefois « Snipe », en référence à sa figure et ses traits anguleux, elle choisit d'utiliser les prénoms d'« Hélène-Victoria » parmi la série des six prénoms qui lui avaient été donnés.
Par sa mère, la princesse est une cousine de Guillaume II d'Allemagne, et par son père, de son épouse depuis 1881, la princesse Augusta-Victoria de Schleswig-Holstein-Sonderbourg-Augustenbourg. 
Elle est demoiselle d'honneur, en 1885, au mariage de sa tante la princesse Béatrice et du prince Henri de Battenberg ainsi qu'au mariage du duc et de la duchesse d'York en 1893.
Elle passe le plus clair de son enfance à Cumberland Lodge, la résidence de son père, gardien du Windsor Great Park. Bien qu'elle porte un titre allemand, son éducation est entièrement britannique.

### Vie adulte
La princesse Hélène-Victoria ne se marie pas. Elle suit l'exemple de sa mère en travaillant pour de nombreuses œuvres de charité, notamment la YMCA (Young Men's Christian Association), la YWCA (Young Women's Christian Association) et la maison de repos de Windsor. Durant la Première Guerre mondiale, elle fonde la Force auxiliaire féminine des YWCA. En tant que présidente de l'association, elle visite les troupes britanniques en France et obtient la permission du Secrétaire d'État à la Guerre, Horatio Herbert Kitchener, d'organiser des animations pour elles. Pendant l'entre-deux-guerres, Hélène-Victoria et sa sœur Marie-Louise, sont des mécènes passionnées dans le domaine de la musique à Schomberg House, leur résidence à Londres. Après qu'un raid aérien allemand endommage la demeure en 1940, les deux princesses déménagent à Fitzmaurice Place, Berkeley Square.
En mauvaise santé, se déplaçant en fauteuil roulant après la Seconde Guerre mondiale, la princesse Hélène-Victoria fait une de ses dernières apparitions publiques le 20 novembre 1947 pour le mariage, remis deux fois, de sa cousine la princesse Élisabeth et du prince Philippe.
La princesse Hélène-Victoria meurt à l'âge de 77 ans, au même âge que sa mère, la princesse Helena du Royaume-Uni, à Fitzmaurice Place, Berkeley Square. Ses funérailles ont lieu à la chapelle Saint-Georges de Windsor et elle est enterrée au cimetière de la famille royale britannique de Frogmore au Windsor Great Park.

## Titres, honneurs et distinctions

### Titres
En juillet 1917, le roi George V change le nom de la famille royale britannique en Maison de Windsor. En son nom et pour le compte de ses nombreux cousins sujets britanniques, il abandonne également l'usage de leurs titres, prédicats et noms allemands. La princesse Hélène-Victoria et sa sœur cadette la princesse Marie-Louise cessent ainsi d'utiliser la désignation territoriale de « Schleswig-Holstein-Sonderbourg-Augustenbourg ». Au lieu de cela, elles sont connues simplement sous le nom de « Son Altesse la princesse Hélène-Victoria » et « Son Altesse la princesse Marie-Louise ».
- 1870-1917 : Son Altesse la princesse Hélène-Victoria de Schleswig-Holstein
- 1917-1948 : Son Altesse la princesse Hélène-Victoria

### Distinctions

#### Distinctions britanniques
- 1883 : Dame de l'ordre royal de Victoria et Albert (VA)
- 1889 : Dame de l'ordre de la Couronne d'Inde (CI)
- 16 mars 1900 : Croix rouge royale (RRC)
- 1918 : Dame grand-croix de l'ordre de l'Empire britannique (GBE)
- 1928 : Dame grand-croix du très vénérable ordre de Saint-Jean (GCStJ)

#### Distinctions étrangères
- Dame de l'ordre de la Reine Marie-Louise

## Sources
- Ronald Allison and Sarah Riddell, eds., The Royal Encyclopedia (Londres, Macmillan, 1992).
- « Avis de décès: Princess Helena Victoria, Charity and Social Services », 15 mars 1948, p. 7.
- « Royal Titles: German Names Dropped, British Peerages for Princes », The Times, 20 juillet 1917, p. 7.